# Michael Riessler

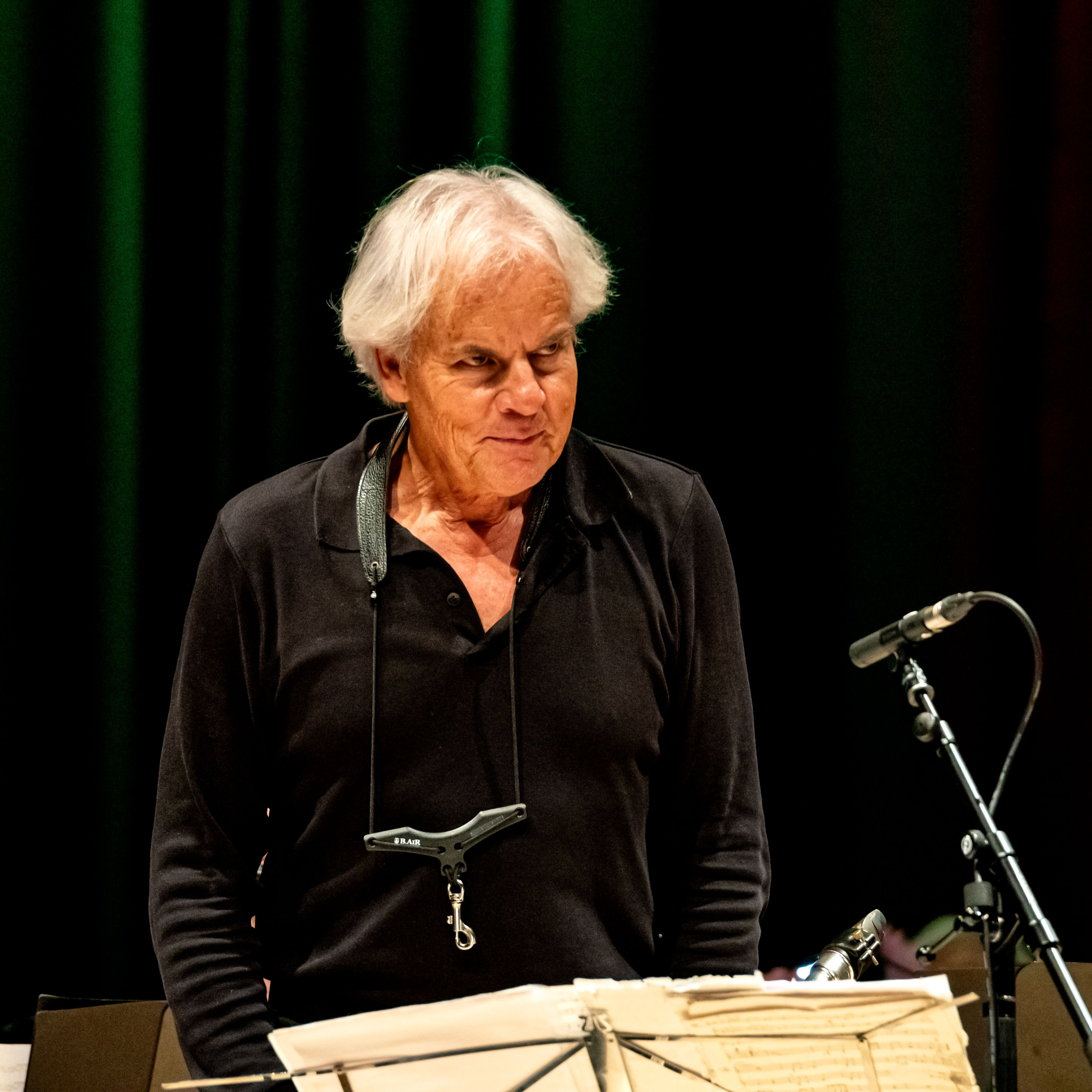
Michael Riessler (2018)

Michael Riessler (* 19. Juni 1957 in Ulm) ist ein deutscher Jazz-Klarinettist und Komponist.

## Leben und Wirken
Riessler studierte nach dem Abitur 1975 Klarinette an den Musikhochschulen in Köln und in Hannover (bei Hans Deinzer). 1978 spielte er in Paris im Ensemble Musique Vivante. Nach Konzerten mit Siegfried Palm und Aloys Kontarsky und Aufführungen mit Walter Zimmermann (Lokale Musik, 1982) unternahm er 1988 mit der Kölner Saxophon Mafia eine Tournee durch Westafrika. Von 1989 bis 1991 arbeitete er im Orchestre National de Jazz als Musiker und war Mitglied im Grubenklangorchester. Daneben begann er gemeinsam mit Peter Zwetkoff mit der Realisierung von Hörspielen. 1992 gründete er mit dem Drehleierspieler Valentin Clastrier und dem Tamburinspieler Carlo Rizzo ein Trio und mit diesen sowie zusätzlich Michel Godard, Gérard Siracusa und Jean-Louis Matinier die Gruppe Le Bûcher des Silences.
1986 wurde in Rennes die von ihm komponierte Theatermusik L’Ecole des Bouffons zum Drama des belgischen Dramatikers Michel de Ghelderode aufgeführt, und Riessler begann, bei den Darmstädter Ferienkursen für moderne Musik zu unterrichten. Seit 1988 ist er außerdem Gastdozent für Saxophon am Institut für zeitgenössische Musik in Darmstadt.
Das 1992 für die Donaueschinger Musiktage komponierte Album Héloïse wurde mit dem Preis der deutschen Schallplattenkritik ausgezeichnet; im gleichen Jahr erhielt er den SWF-Jazzpreis. In seinem Projekt Momentum Mobile trat 1993 der Drehorgelspieler Pierre Charial mit den Jazzmusikern Howard Levy, Renaud Garcia-Fons und Robby Ameen, einem Streichquartett und einem Bläserquintett auf. 1997 entstanden für die Biennale Berlin Literaturvertonungen unter dem Titel Honig und Asche. 1998 trat er mit dem Tänzer Nigel Charnock auf, und in Paris erschien sein Ballett Comedie. 1999 wurde Looseshoes bei der Münchener Biennale unter Mitwirkung des Autors Raymond Federman und der Musiker Markus Stockhausen, Simon Stockhausen und Michel Portal aufgeführt. Es folgten multimediale Projekte wie Email und Aponivi.
2000 erschien das Album Orange mit Pierre Charial, dem Akkordeonisten Jean-Louis Matinier und der Sängerin Élise Caron, im gleichen Jahr mit der Klarinettistin Sabine Meyer und dem Trio di Clarone Bach in 1 Hour. 2004 folgte Ahi Vita, ein Album mit Lamenti der Renaissance und des Frühbarock, aufgenommen mit dem Cellisten Vincent Courtois und dem Vokalensemble Singer Pur. 2010 wurde bei den Kunstfestspielen Herrenhausen sein Werk Trompe l’œil – Trompe l’oreille uraufgeführt.
2012 erschien bei Intuition Michael Riesslers Big Circle – ein Werk, das der Kritiker Harry Lachner zum Anlass nahm, folgendes Resümee zu ziehen: „Obwohl im Jazz kein Mangel an Mischformen besteht, ragen die Produktionen Michael Riesslers in dieser Szene heraus: so originell, so durchdacht sind seine Aufnahmen, dass man dafür eine eigene Kategorie finden müsste.“ Riesslers Beitrag für die Entwicklung des Jazz zweifelt hingegen Michael Rüsenberg angesichts des gleichen Werkes kritisch an. Im selben Jahr erhielt das Album den Preis der deutschen Schallplattenkritik.
Daneben komponierte Riessler auch kontinuierlich für den Rundfunk. Neben Hörspielmusiken zu Herr der Ringe (1990). Der Zauberberg (2000), dem mit dem Hörkules ausgezeichneten Steppenwolf (2002) und Madame Bovary entstanden Hörstücke wie Ji-Viru (1995), Chansons (1997), Fever (1998), Zwei Tische (2000) und Berenice Tableau (2003).
Schließlich arbeitete Riessler als Interpret auch mit Komponisten und Musikern der klassischen Moderne wie Mauricio Kagel, Vinko Globokar, Steve Reich, Karlheinz Stockhausen, John Cage, Helmut Lachenmann, Dieter Schnebel oder Michael Sell zusammen.
Riessler gab Jazz- und Improvisationskurse in Orléans, Toronto, Montreal, Tokio und Chapel Hill (North Carolina); auch dozierte er auf den Darmstädter Ferienkursen. 2009 wurde er zum Professor für Jazz an der Hochschule für Musik und Theater München ernannt.

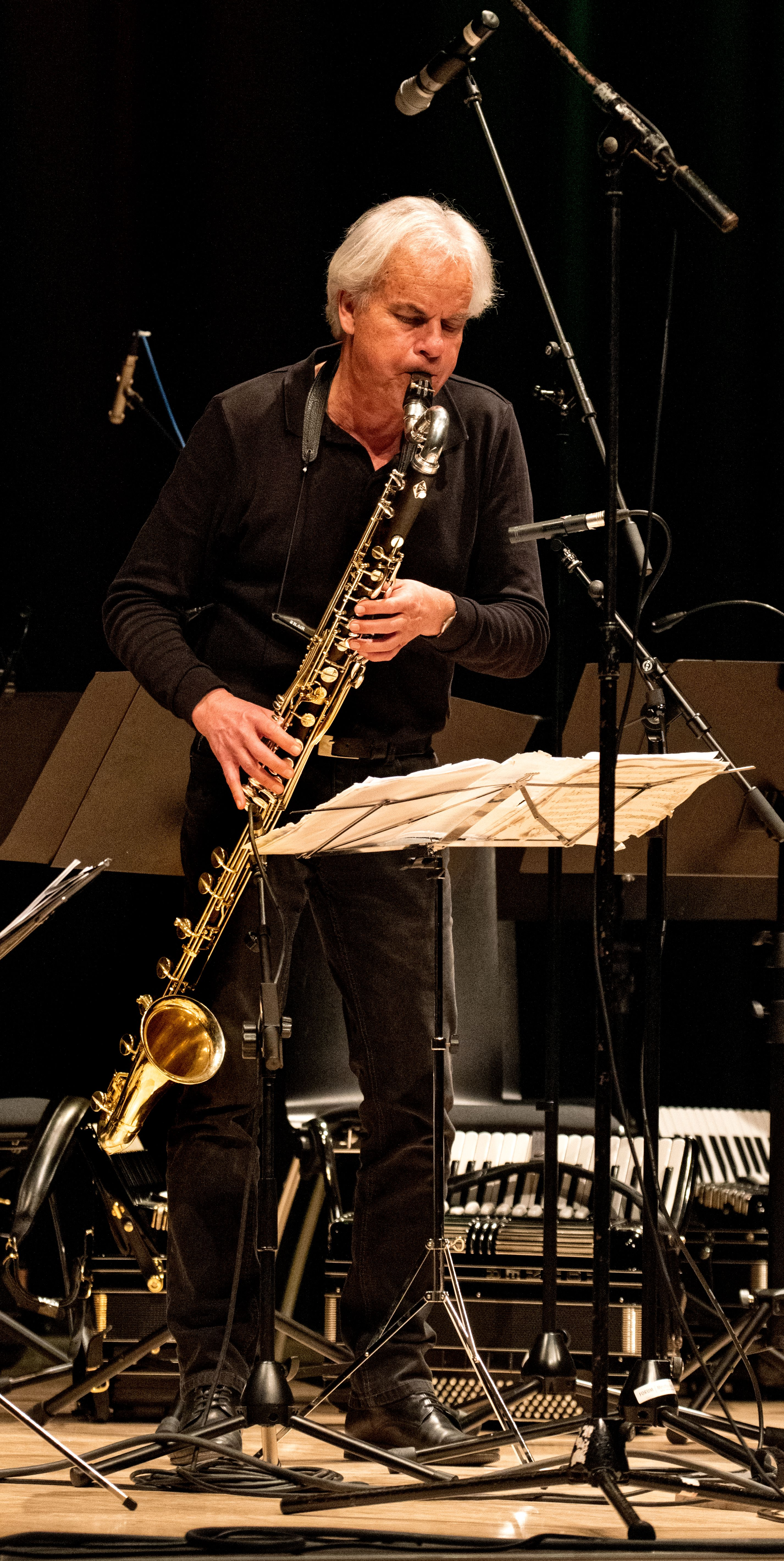
Michael Riessler beim Konzert Jeux Doubles am 15. Dezember 2018 im Forum Merzhausen

## Auszeichnungen
- 2000 Schneider-Schott-Musikpreis Mainz gemeinsam mit Mike Svoboda
- 2011 Praxisstipendiat in der Deutschen Akademie Rom Villa Massimo[5]

## Hörspiele Musik (Auswahl)
- 1999: Michael Riessler: Fever – Regie und Komposition: Michael Riessler (Hörspiel – WDR)
- 2004: Boris Vian: Das rote Gras – Bearbeitung und Regie: Christiane Ohaus (Hörspiel – DLR Berlin/NDR)
- 2009: John von Düffel: Die Unsichtbare. Regie: Christiane Ohaus (Radio-Tatort – RB)
- 2013: Emile Zola: Das Geld – Bearbeitung und Regie: Christiane Ohaus (Hörspiel (3 Teile) – RB/NDR/SR/DKultur)